# Lagoa do Ouro
Lagoa do Ouro é um município brasileiro do estado de Pernambuco.

## História
Em 1902, o capitão da Guarda Nacional, Amador José Monteiro, apresentou um manifesto em nome da população do local à prefeitura da cidade sede do município, Correntes. A partir daí, foi autorizada a primeira feira do povoado, que foi elevado à categoria de vila, com o nome de Igatauá. O nome foi alterado para Lagoa do Ouro em 9 de Dezembro de 1938. A origem do nome deve-se ao encontro de pepitas ou barras de ouro numa lagoa local pertencente à propriedade de João Alves da Silva, o João do Ouro.
O município de Lagoa do Ouro foi criado pela Lei estadual nº 3.335, de 31 de dezembro de 1958, desmembrando-se de Correntes.
Anualmente, no dia 25 de março o município comemora a sua emancipação política. A padroeira da cidade é Nossa Senhora da Conceição.
Administrativamente, Lagoa do Ouro é formada pelo distrito sede e pelo segundo distrito Igapó e pelo povoado de Campo Alegre.

## Dados gerais
- População: 12.121 habitantes
- Zona urbana: 6.018 habitantes
- Zona rural: 6.103 habitantes
- Mesorregião: Agreste Pernambucano
- Microrregião: Garanhuns
- Região de desenvolvimento: Agreste Meridional

## Perfil econômico
- Atividades principais: agropecuária, pecuária e comércio
- Principais produtos:  feijão, milho, mandioca, batata doce, melancia, orquídeas e fava

(Fonte IBGE - Censo demográfico de 2000)

## Geografia
- Área: 199 km²
- Altitude: 653 metros
- Relevo: Planalto da Borborema
- Temperatura média: 22 °C
- Vegetação: floresta subcaducifólia

Segundo a APAC - Agência Pernambucana de Águas e Clima, o município está inserido parcialmente na bacia do rio Mundaú e no Grupo de Bacias de Pequenos rios interiores 1 - GI1. O riacho Seco constitui o principal afluente do rio Paraíba, servindo de divisa com o município de Bom Conselho. 

## Clima
O clima de Lagoa do Ouro é tropical As' (quente e úmido), tendo temperaturas elevadas no verão de 32 °C, e baixas no inverno de 15 °C. Com as quatro estações bem definidas, tem sua temperatura média de 22 °C. É comum ter dias de garoa na cidade no período mais frios.